# 귀멸의 칼날 (애니메이션)
《귀멸의 칼날》(일본어: 鬼滅の刃)은 고토게 코요하루의 만화 《귀멸의 칼날》을 원작으로 하는 TV 애니메이션 시리즈 중 제1기이다.

## 줄거리
오니의 습격으로 가족이 죽어 홀로 살아남은 주인공이 오니로 변해버린 여동생을 원래대로 되돌리기 위해, 그리고 가족을 죽인 혈귀에게 복수하기 위해 싸우는 내용

## 등장인물
- 카마도 탄지로 - CV 하나에 나츠키
- 카마도 네즈코 - CV 키토 아카리
- 아가츠마 젠이츠 - CV 시모노 히로
- 하시비라 이노스케 - CV 마츠오카 요시츠구

## 주제가
[OP - 홍련화]
노래·작사: LiSA / 작곡: 쿠사노 카요코 / 편곡: 에구치 료
[ED - from the adge]
노래: FinctionJunction frat. LiSA / 작사·작곡·편곡: 카지우라 유키
[제19화 삽입곡 - 카마도 탄지로의 노래]
노래: 나카가와 나미 / 작사: ufotable / 작곡: 시이나 고

## 같이 보기
- 귀멸의 칼날
- 귀멸의 칼날: 남매의 연
- 극장판 귀멸의 칼날: 무한열차편
- 귀멸의 칼날: 나타구모산 편
- 귀멸의 칼날: 주합회의·나비저택 편
- 귀멸의 칼날: 무한열차편
- 귀멸의 칼날: 환락의 거리편
- 귀멸의 칼날: 상현집결, 그리고 도공 마을로
- 귀멸의 칼날: 도공 마을편
- 귀멸의 칼날: 합동 강화 훈련편
- 귀멸의 칼날: 장구저택 편
- 귀멸의 칼날: 아사쿠사 편
- 고토게 코요하루